# Clive Anderson
Clive Stuart Anderson (født 10. december 1952) er en engelsk tv- og radio-vært, komiker, komedieforfatter og tidligere barrister.
Anderson begyndt at ekseprimentere med comedy og at skrive komiske manuskripter i løbet af sine 15 år inden for retsvæsenet. Han modtog British Comedy Award i 1991. Han medvirkede i Whose Line Is It Anyway? på BBC Radio 4, og senereChannel 4. Han har også været vært på en lang række radioprogrammer og været gæst i Have I Got News for You, Mock the Week og QI.